# Rędziny (Lipiny)
Rędziny (dawn. Rzędziny) – część wsi Lipiny w Polsce, położona w województwie podkarpackim, w powiecie dębickim, w gminie Pilzno.
Dawniej samodzielna wieś i gmina jednostkowa Rzędziny.
W latach 1975–1998 wieś administracyjnie należała do województwa tarnowskiego.